# Albert Rusnák
Albert Rusnák (* 7. Juli 1994 in Vyškov, Tschechien) ist ein slowakischer Fußballspieler. Der Mittelfeldspieler steht aktuell bei den Seattle Sounders in der Major League Soccer unter Vertrag.

## Karriere
Albert Rusnák spielte in den Jugendmannschaften der slowakischen Vereine KAC Kosice und VSS Kosice, bevor er im Juli 2010 in die Akademie von Manchester City wechselte. Nach drei Jahren in den Jugend- und Reservemannschaften des Vereins, wurde Rusnák 2013 zum League-One-Klub Oldham Athletic ausgeliehen. Am 31. August gab er in der 63. Minute sein Debüt gegen die Tranmere Rovers. Sein erstes Spiel von Beginn an folgte nur drei Tage später, bei einem 4:1-Sieg gegen Shrewsbury Town. Schon im September desselben Jahres wurde seine Leihe vorzeitig beendet und er kehrte zu City zurück.
Am 21. Januar 2014 wechselte Rusnák, für einen Monat auf Leihbasis, zum englischen Zweitligisten Birmingham City und gab nur wenige Tage später sein Debüt im FA Cup. Das Spiel gegen Swansea City ging jedoch mit 1:2 verloren, was gleichbedeutend mit Birminghams Aus in der vierten Runde war. Am 18. Februar 2014 wurde Rusnáks Leihfrist bis zum Ende der Saison 2013/14 verlängert.
Am 25. Juli 2014 wechselte Rusnák bis Januar auf Leihbasis zum niederländischen Eredivisie-Klub SC Cambuur. Er wurde schnell ein wichtiger Teil der Mannschaft, erzielte beim 3:0-Sieg gegen den Lokalrivalen FC Groningen ein Tor und ließ seine Leihe bis zum Ende der Saison verlängern.
Mit seinem im Sommer 2015 auslaufenden Vertrag bei Manchester City, wechselte Rusnák am 18. Dezember 2014 nach Groningen und unterschrieb einen Dreijahresvertrag. Am 3. Mai 2015 erzielte er beide Tore im KNVB-Pokalfinale gegen den amtierenden Pokalsieger PEC Zwolle. Der FC Groningen gewann somit seine erste große Trophäe und qualifizierte sich für die UEFA Europa League.
Am 6. Januar 2017 wechselte Rusnák, für eine nicht genannte Ablösesumme, zu Real Salt Lake in die Major League Soccer. Er beendete seine Debüt-Saison mit 14 Vorlagen und konnte in den beiden darauf folgenden Spielzeiten jeweils die 10-Tore Marke knacken.
Am 13. Januar 2022 wechselte Rusnák zu den Seattle Sounders und unterschrieb einen Vertrag bis 2023.

## Nationalmannschaft
Rusnák debütierte am 15. November 2016 in der slowakischen A-Nationalmannschaft. In seinem neunten Spiel konnte er, im King’s Cup 2018 gegen die Vereinigten Arabischen Emirate, sein erstes Länderspieltor erzielen.

## Erfolge

### Vereine
FC Groningen
- KNVB-Pokal: 2014/15

### Nationalmannschaft
Slowakei
- King’s Cup: 2018